# Anthony Epstein
Pour les articles homonymes, voir Michael Epstein et Epstein.
Sir Michael Anthony Epstein, né le 18 mai 1921 à Londres et mort le 6 février 2024,, également connu sous le nom d'Anthony Epstein, est un pathologiste et universitaire britannique. Il est l'un des découvreurs du virus d'Epstein-Barr, avec Yvonne Barr et Bert Achong,,,,,,,.

## Vie privée
Anthony Epstein est né le 18 mai 1921, et a fait ses études à la St Paul's School de Londres, au Trinity College de Cambridge et au Middlesex Hospital Medical School.
Il a célébré ses 100 ans en mai 2021,. Il était mécène d'Humanists UK.

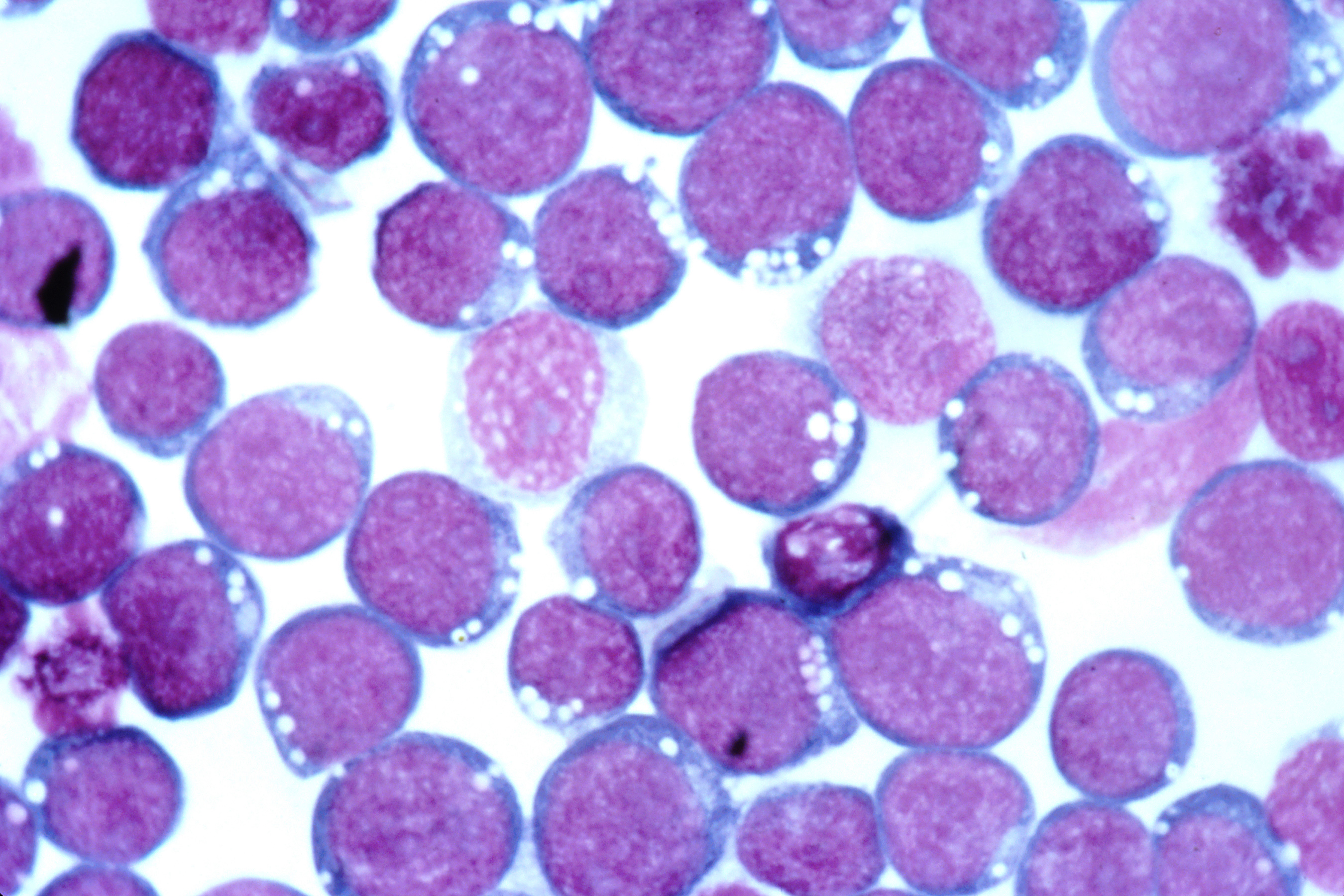
Virus Epstein-Barr teinté à l’hématoxyline et à l'éosine (HE)

## Carrière
Anthony Epstein a été professeur de pathologie de 1968 à 1985 (puis professeur émérite), et chef de département de 1968 à 1982 à l'université de Bristol.

## Études sur le lymphome de Burkitt
Anthony Epstein est la première personne à supposer que le lymphome de Burkitt est un cancer causé par un virus. Après avoir entendu une conférence donnée par Denis Parsons Burkitt en 1961 sur ce cancer nouvellement décrit, il change son objectif de recherche, passant des virus cancérigènes chez les poulets à la recherche d'une origine virale du lymphome de Burkitt. Après plus de deux ans de travail sur des cellules tumorales de patients de Burkitt pour en isoler un virus, le virus Epstein-Barr est finalement découvert en février 1964.

## Distinctions
- Il est élu membre de la Royal Society of London en 1979 et en est le vice-président[3] de 1986 à 1991.
- Il reçoit sa médaille royale en 1992[22]
- Il reçoit l'ordre de l'Empire britannique en 1985 [23]
- Il est fait chevalier en 1991[3].
- Il est membre du Wolfson College d'Oxford de 1986 à 2001 et en est membre honoraire de 2001 à sa mort.
- Il est membre fondateur de l'Académie des sciences médicales en 1998[24].

## Titre honorifique
En 2006, il obtient un doctorat honoris causa en sciences de l'université de Bristol. 